# 트루사르디
트루사르디(Trussardi, 발음 [trusˈsardi])는 이탈리아 밀라노에 본사를 둔 이탈리아 패션 하우스로 가죽 제품, 기성복, 향수 및 액세서리를 전문으로 취급한다.
트루사르디는 1911년에 가죽 장갑 제조업체로 설립되었으며, 니콜라 트루사르디(Nicola Trussardi)가 그의 삼촌으로부터 물려받은 후 1970년대에 추가 가죽 제품으로 라인을 확장했다. 1980년대에 회사는 향수와 청바지를 포함한 제품 외에도 기성복 생산을 시작했다. 1990년대에 트루사르디는 국제적으로 판매를 시작했으며 가장 큰 시장은 이탈리아와 일본이었다.
2024년부터 트루사르디는 1947년부터 패션 및 소매 공급망 전반에 걸쳐 운영되어 온 미로글리오 그룹(Miroglio Group)의 일부가 되었다.